# Jōdan-no-kamae

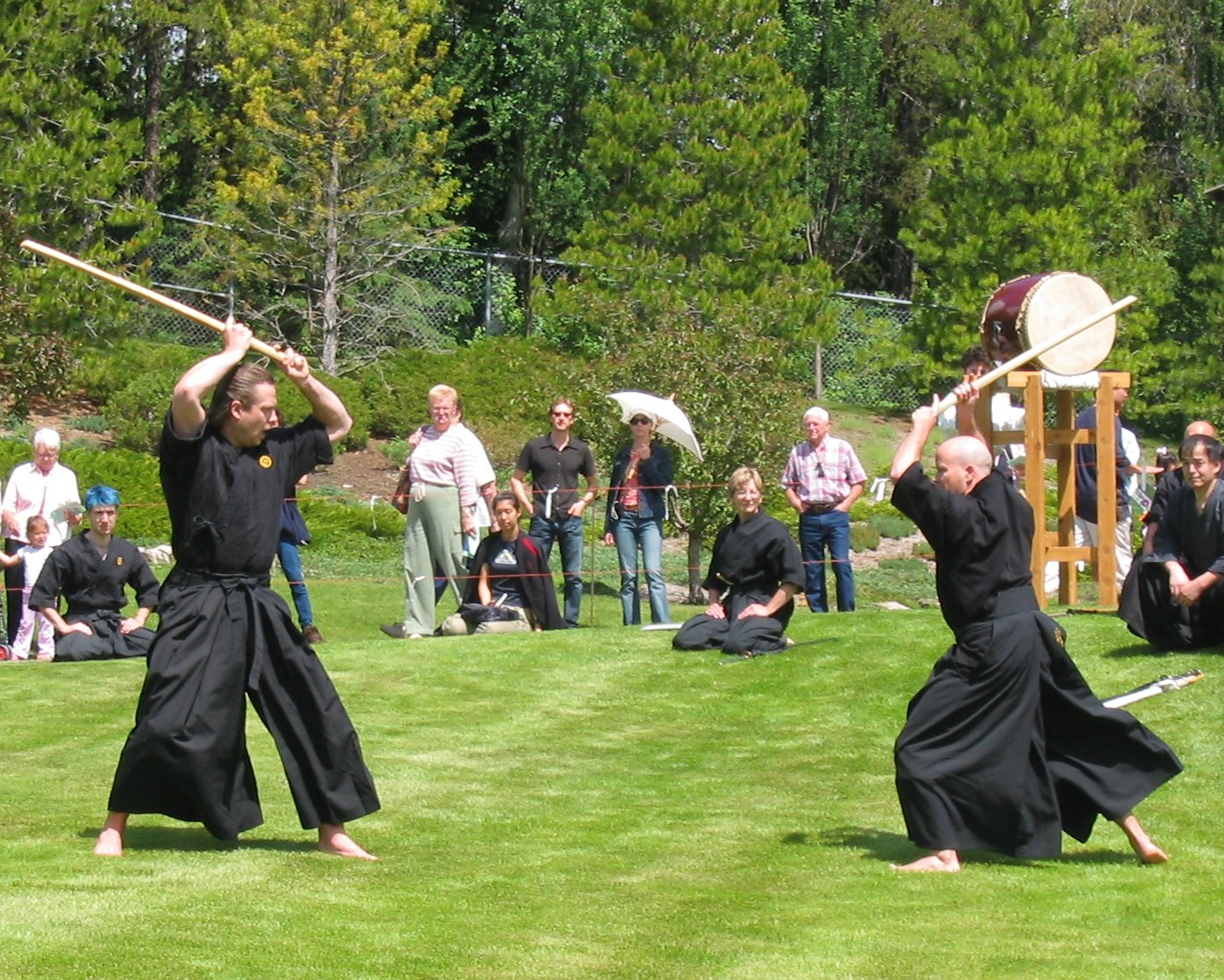
Due praticanti di kenjutsu si affrontano, entrambi in jōdan-no-kamae, al Giardino Botanico Devoniano dell'Università di Alberta, Edmonton, Alberta, Canada (5 giugno 2005).

Jōdan-no-kamae (上段の構え:じょうだんのかまえ?), conosciuta anche come jōdan-gamae, e frequentemente abbreviata in jōdan, è una posizione di base del kenjutsu.  Jōdan-no-kamae significa "Postura ad altezza superiore (let. 'grado superiore di postura').

## Kendo
La Jōdan-no-kamae è una delle cinque posture del kendo : jōdan, chūdan, gedan, hassō e waki . In jōdan-no-kamae, la spada è sollevata sopra la testa con la punta (kissaki) rivolta all'indietro e la lama rivolta verso l'alto, pronta a colpire. È la posizione più aggressiva delle cinque totali.
Ci sono comunemente due tipi di jōdan-no-kamae, sinistra ( hidari ) e destra ( migi ), riferendosi a quale piede è davanti. È cosa molto rara impugnare la spada con una mano sola, ed ancora più rara che le posizioni delle mani sull'elsa della spada siano invertite.
Nella pratica o nelle competizioni, la jōdan-gamae sinistra ( hidari ) è la più comune. Il suo vantaggio è la portata del colpo, la postura intimidatoria e la velocità del colpo. Il suo svantaggio è la difesa debole, poiché la gola, i polsi e il busto sono aperti. Per proteggere l'area vulnerabile, un utilizzatore di jōdan deve avere uno spirito molto potente per "spaventare" l'avversario. È anche più difficile giudicare la distanza del colpo ( maai ). Pertanto, questa posizione viene utilizzata come postura normale durante la pratica o la competizione solamente da kendōka esperti.
Entrambe le posizioni jōdan-no-kamae sono usate nel Nihon Kendo Kata.

## Kenjutsu
Essendo una delle posizioni più basilari, la jōdan-no-kamae è comune a quasi tutte le scuole di kenjutsu . L'attributo principale della jōdan-no-kamae è avere sempre l'arma sollevata sopra la testa del praticante. Una delle uniche variazioni significative è la posizione dei gomiti. Alcuni stili, come l'aiki-ken, preferiscono che i gomiti siano più chiusi verso l'interno l'interno possibile. Invece, molti altri stili sostengono il fatto che i gomiti debbano restare aperti.
Jōdan-no-kamae è chiamata anche Postura Celeste (天の構え?, ten-no-kamae)  nel Yagyū Shinkage-ryū e la Postura Del Fuoco (火の構え?, hi-no-kamae)  nel Shinkage-ryū .

## Scuole europee di spada
Posizioni simili alla Jōdan-no-kamae si possono trovare anche nelle scuole tedesche e italiane di spada lunga .   Sono note rispettivamente come Dach ("tetto" in tedesco) e bocca di falcone. Esistono anche varianti a una mano per la spada singola ( Schwert ) e il Falcione ( Messer ). Un'altra tradizione che include questa postura sono gli insegnamenti del maestro inglese George Silver, dove è conosciuta come "lotta aperta".
Nelle tradizioni tedesche come Liechtenauer questa è chiamata anche centre vom Tag.
Nella tradizione italiana questa posizione è indicata anche come Guardia Alta